# Giuseppe Valeriano
Giuseppe Valeriano, né en août 1526 à L'Aquila, dans les Abruzzes (Italie) et décédé le 15 juillet 1596 à Naples (Italie), est un prêtre jésuite italien, architecte et un peintre de renom.

## Biographie

### Jeunesse et formation
Dès son adolescence Giuseppe Valeriano est formé au travail de peintre par un maître régional, Pompeo Cesura, et, à 16 ans (vers 1542), il est indépendant, et se trouve déjà à Rome. Il exécute (ou collabore) aux fresques et au retable de la chapelle de l'Ascension dans l’église Santo Spirito in Sassia près de la basilique Saint-Pierre. Il y révèle son style maniériste. 
En 1573, il accompagne en Espagne Francisco de Reynoso y Baeza (es), camérier de Pie V, qui rentrait dans sa patrie (Palencia) à la suite du décès du Pape. Reynoso souhaitait que Valeriano décore une chapelle de sa cathédrale (une œuvre non réalisée). Durant cette année à Palencia, Valeriano peint pour l'église jésuite une copie de la Madonna del Popolo. 

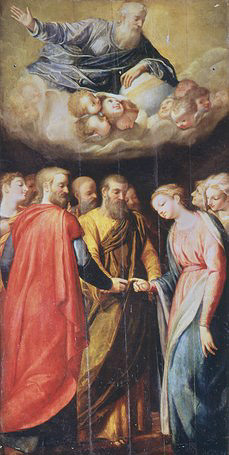
Les Épousailles de la Vierge (dans l'église du Saint-Esprit, à Rome)

### Entrée chez les jésuites
Ses contacts avec les jésuites suscitent en lui le désir de devenir l’un d’eux. Il entre dans la Compagnie de Jésus, comme frère coadjuteur, le 10 août 1574 et fait son noviciat à Medina del Campo. Les deux ans de noviciat terminés (en 1575), il se trouve à Villagarcia comme « architecte et peintre ».
Son premier travail consiste à inspecter les constructions entreprises par les jésuites d’Andalousie. Il est fort critique de ce qu’il voit. Les contreprojets qu’il présente créent la controverse. Lorsqu’on en arrive aux décisions finales, le supérieur général Acquaviva donne raison à Valeriano.

### Architecte en Italie
Mal à l’aise en Espagne, il passe au Portugal en 1579 où il ne reste pas longtemps. En 1580, on le retrouve en Italie. Son activité comme architecte et peintre y est grande. Il est en quelque sorte le superintendant, au nom de l’Ordre, des nombreuses constructions jésuites à Rome : la chapelle de Notre-Dame-de-la-Route dans l’église du Gesù, le Collège Romain (projet de l’architecte Bartolomeo Ammannati). Il a un rôle direct dans la construction de la maison des jésuites de Lecce. Le 31 mars 1584, le frère coadjuteur Giuseppe Valeriano est ordonné prêtre à Rome. 
Peintre autant qu’architecte, il compose sept tableaux sur la vie de la Vierge, qui ornent la chapelle Notre-Dame-de-la-Route, au Gesù. Mais son occupation principale est l’architecture. Il restructure l’église du Gesù de Gênes (1589) et met en chantier le collège de Naples, ainsi que son église du Gesù (le Gesù Nuovo de Naples). Il n’en verra pas l’achèvement : elle sera achevée en 1596. À la demande du supérieur général (dont il est l’homme de confiance), il intervient lors de la construction du collège et de la maison professe de Gênes.

### Superviseur général de l’Ordre
Envoyé à Munich, en Bavière (1591), il n’y reste que quelques mois. Il collabore à la révision des plans après l’effondrement du clocher de l’église Saint-Michel, alors en construction. Cette intervention n’est pas bien accueillie par les jésuites munichois qui avaient leur architecte, Friedrich Sustris (en).  
À la demande du Supérieur général, les plans du noviciat de Sicile, dessiné par le frère Alfio Vinci, sont revus par Valeriano qui y apporte des nouveautés avec un grand sens pratique. Quelque chose de semblable se produit avec les plans du collège Saint-Antoine de Lisbonne. Les plans de Silvestro Jorge et de l'architecte royal Filippo Terzi, soumis par le supérieur général à Valeriano sont modifiés. Nouveaux ennuis avec les jésuites portugais...
Au début de 1593, Claudio Acquaviva, dont il est proche, lui demande de construire une infirmerie pour le Collège romain. D’autres projets lui sont confiés : le collège de L’Aquila, sa ville natale, et celui de Cosenza (avec église). Partout, on demande des collèges jésuites. Cette œuvre est en pleine expansion. Bien qu'âgé, il reste très actif, particulièrement dans le royaume de Naples. 
Valeriano tombe malade au début de l’année 1596, alors qu’il se trouve à Naples. Il meurt quelques mois plus tard, le 15 juillet 1596, au collège de Naples.

## Œuvres

### Comme peintre
- 1580 : L’Ascension du Christ (dans l’église du Saint-Esprit, au Borgo San Spirito, à Rome)
- 1588 : quatre scènes de la vie de Marie (Nativité, Présentation au Temple, Épousailles avec Joseph, Visitation à Élisabeth) que l’on voit dans la chapelle absidiale Notre-Dame-de-la-Route de l’église du Gesù, à Rome (en collaboration avec Scipione Pulzone).
- c. 1590 : la décoration de la chapelle de la Passion, dans l’église du Gesù de Rome (en collaboration avec Gaspare Celio (en)).

### Comme architecte
- L’église de Villagarcía de Campos
- 1584 : l’église du Gesù de Naples, avec le collège
- 1589 : l’église du Gesù de Gênes
- 1591 : l’église Saint-Michel de Munich (en collaboration avec Friedrich Sustris (en))
- 1593 : L’infirmerie du Collège romain (Rome).
- les collèges de L’Aquila et Cosenza